# Teutamus politus
Espèce
Teutamus politus est une espèce d'araignées aranéomorphes de la famille des Liocranidae.

## Distribution
Cette espèce se rencontre en Malaisie au Penang et au Kedah et en Thaïlande dans les provinces de Krabi, de Phuket et de Phang Nga,.

## Description
La femelle holotype mesure 5,5 mm.
Le mâle décrit par Deeleman-Reinhold en 2001 mesure 4,25 mm et la femelle 6,00 mm.

## Publication originale
- Thorell, 1890 : Arachnidi di Pinang raccolti nel 1889 dai Signori L. Loria e L. Fea. Annali del Museo Civico di Storia Naturale di Genova, vol. 30, p. 269-383 (texte intégral).